# Kuurajärvi (sjö i Finland)
Kuurajärvi är en sjö i Finland. Den ligger i kommunen Pyhäntä i landskapet Norra Österbotten, i den centrala delen av landet, 500 km norr om huvudstaden Helsingfors. Kuurajärvi ligger 140,5 meter över havet. I omgivningarna runt Kuurajärvi växer i huvudsak blandskog. Arean är 55,4 hektar och strandlinjen är 4,31 kilometer lång. Sjön  ingår i Siikajokis huvudavrinningsområde. 